# Javier Milei

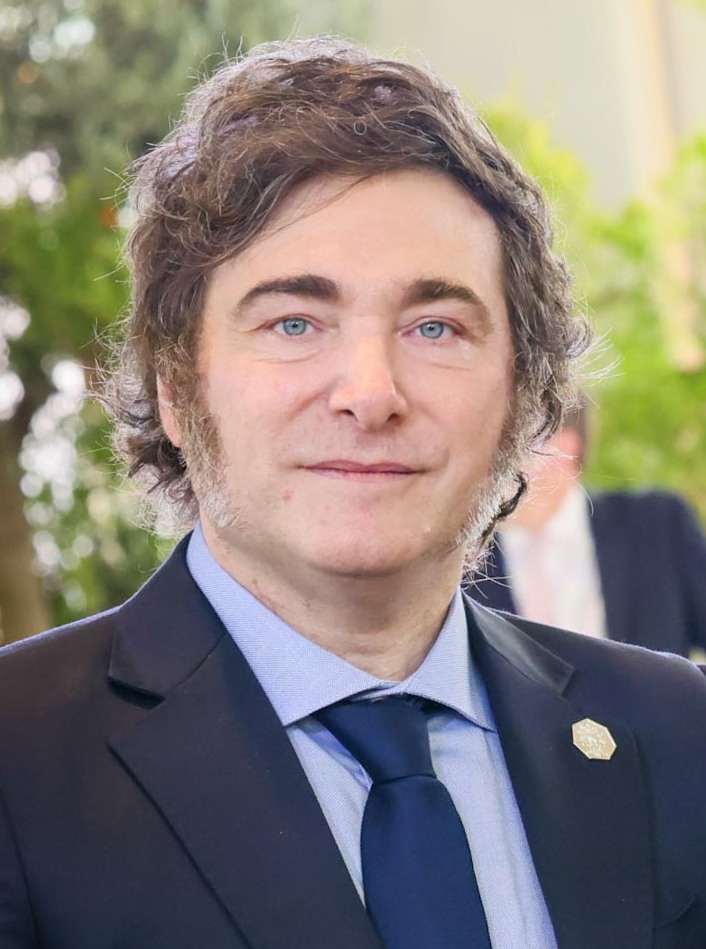
Javier Milei (2024)

Javier Gerardo Milei [xaˈβjeɾ miˈlej] ⓘ (* 22. Oktober 1970 in Palermo, Buenos Aires) ist ein argentinischer Ökonom und Politiker (Partido Libertario). Seit dem 10. Dezember 2023 ist er Präsident Argentiniens. Er gilt zugleich als ultraliberal, ultrakonservativ und rechtspopulistisch. Der Anhänger der Österreichischen Schule und des Anarchokapitalismus ist der Gründer der libertären, konservativen und ultrarechten Parteienkoalition La Libertad Avanza.

## Leben

### Frühe Jahre
Milei wurde 1970 als Sohn eines Busfahrers und späteren Transportunternehmers geboren; er hat eine zwei Jahre jüngere Schwester, Karina Milei, und laut Berichten ein schlechtes Verhältnis zu seinen Eltern: Sein Vater schlug ihn in seiner Kindheit häufig mit Gürteln.
Bis 1989 spielte Milei als Torwart in den unteren Mannschaften des Fußballvereins Chacarita Juniors, wo er den Spitznamen El Loco erhielt („der Verrückte“).

### Berufliche Laufbahn
Milei hat einen Abschluss in Wirtschaftswissenschaften von der Universität Belgrano und zwei Master-Abschlüsse: vom Instituto de Desarrollo Económico y Social (IDES) und der Privatuniversität Torcuato di Tella. Er wurde Chefvolkswirt bei Máxima AFJP (einer privaten Rentenversicherungsgesellschaft), Chefvolkswirt bei Estudio Broda (einem Finanzberatungsunternehmen) und Regierungsberater beim Internationalen Zentrum zur Beilegung von Investitionsstreitigkeiten und veröffentlichte mehrere Bücher. Er arbeitete auch als Wirtschaftswissenschaftler bei HSBC und als Titularprofessor an der Universidad de Belgrano und der Universidad Argentina de la Empresa.
Recherchen der Journalistin Luciana Geuna zufolge soll Milei Prüfungen so schwierig gestaltet haben, dass sie oft nur ein einziger Student oder auch gar keiner bestand. Was jedoch letztendlich zu seiner Entlassung führte, waren sein instabiles Temperament und seine Neigung, Studenten herabzuwürdigen. Zudem beriet er den Congreso de la Nación im Auftrag des Gouverneurs von Tucumán, Antonio Domingo Bussi, der aufgrund seiner Mitwirkung an der Militärdiktatur umstritten war.
Zwischen 2008 und 2021 arbeitete Milei für Eduardo Eurnekian, einen der reichsten Unternehmer in Argentinien und Besitzer der Corporacion America Airports, des größten privaten Flughafenbetreibers weltweit. Mit Unterstützung dieses Unternehmers schaffte Milei den Sprung in die Politik. Bekannt wurde Milei durch seine provokanten Fernsehauftritte, in denen er die Regierungen von Cristina Fernández de Kirchner, Mauricio Macri und Alberto Fernández angriff. Ab 2017 hatte er seine eigene Radiosendung. 2020 wurde er Mitglied der vom Wirtschaftswissenschaftler José Luis Espert geführten libertären politischen Koalition Avanza Libertad. 2021 gründete er die libertäre und ultrarechte La Libertad Avanza und wurde als Vertreter der Stadt Buenos Aires (Capital Federal) ins Parlament (Cámara de Diputados) gewählt, sein Wahlbündnis erhielt 17 % der Stimmen.
Seine permanent ungekämmte Frisur brachte ihm in Argentinien den Namen „La Peluca“ („Die Perücke“) ein.

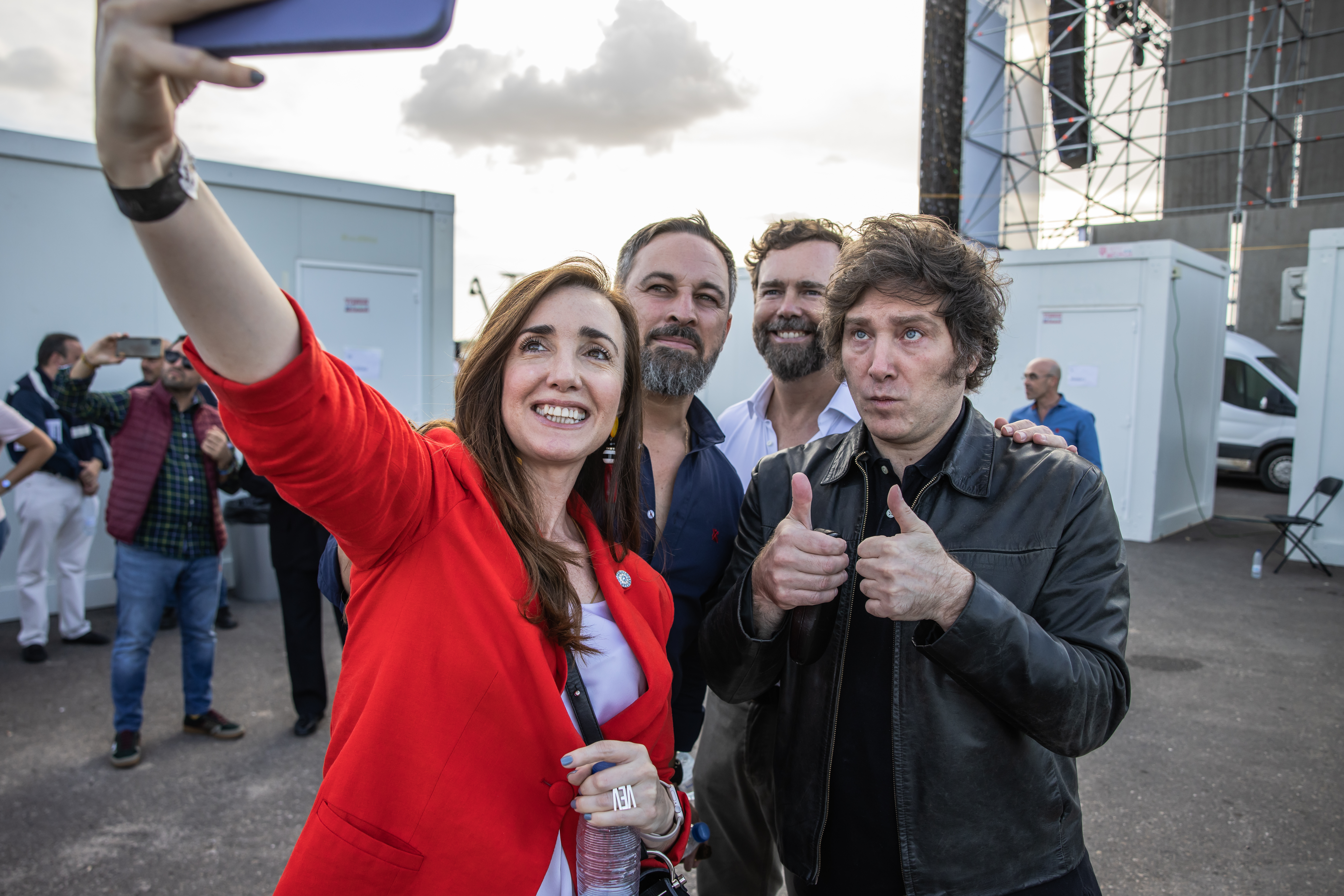
Milei mit Victoria Villarruel und Santiago Abascal

### Präsidentschaftskandidatur
Milei wurde schließlich Kandidat für die Präsidentschaftswahl 2023.
In den Vorwahlen belegte sein Wahlbündnis mit ihm als Spitzenkandidaten und Victoria Villarruel als Vizekandidatin den ersten Platz mit 30 Prozent der Stimmen. Das gute Ergebnis für Milei war in Umfragen nicht erwartet worden und wurde weithin in Medien als „Überraschung“ oder auch „Tsunami“ bezeichnet. Seitdem galt er als einer der Favoriten für die Wahl. In der ersten Runde der Präsidentschaftswahlen am 22. Oktober 2023 erzielte er mit rund 30 % der Stimmen nur Platz zwei. Den ersten Platz erreichte mit 36 % der peronistische amtierende Wirtschaftsminister Sergio Massa. Die beiden traten am 19. November 2023 in einer Stichwahl gegeneinander an, die Milei mit mehr als 55 % der Stimmen überraschend deutlich gewann. Dies hatte er vor allem der Tatsache zu verdanken, dass Ex-Präsident Macri seinen Anhängern bei der Stichwahl empfahl, für Milei zu stimmen, weil seine Parteigenossin Patricia Bullrich von der Propuesta Republicana (PRO) in der ersten Runde als Drittplatzierte aus dem Rennen um die Präsidentschaft ausgeschieden war.

### Präsidentschaft
Am 10. Dezember 2023 wurde Milei als neuer Präsident Argentiniens vereidigt. In beiden Kammern des Parlaments (Cámara de Diputados und Senado) verfügt Milei (auch unter Hinzurechnung der personell an der Regierung beteiligten PRO) über keine Mehrheit und ist bei zustimmungspflichtigen Vorhaben auf Unterstützung durch andere Parteien angewiesen.
Wie bereits im Wahlkampf angekündigt wurde die Anzahl der Ministerien im Kabinett Milei von 18 auf 9 reduziert, Milei begründete dies mit leeren Staatskassen, so wurden beispielsweise die Ministerien für soziale Entwicklung, Arbeit und Bildung zum Ministerium für Humankapital vereint. Patricia Bullrich (Propuesta Republicana) wurde Ministerin für innere Sicherheit und Luis Caputo Wirtschaftsminister. Seine Schwester Karina Milei machte Milei zur Generalsekretärin des Präsidenten mit Rang einer Ministerin und nahm dafür das Gesetz zurück, das verbot, dass direkte Verwandte als Minister oder Sekretäre berufen werden können.

#### Reformen und Reformvorhaben

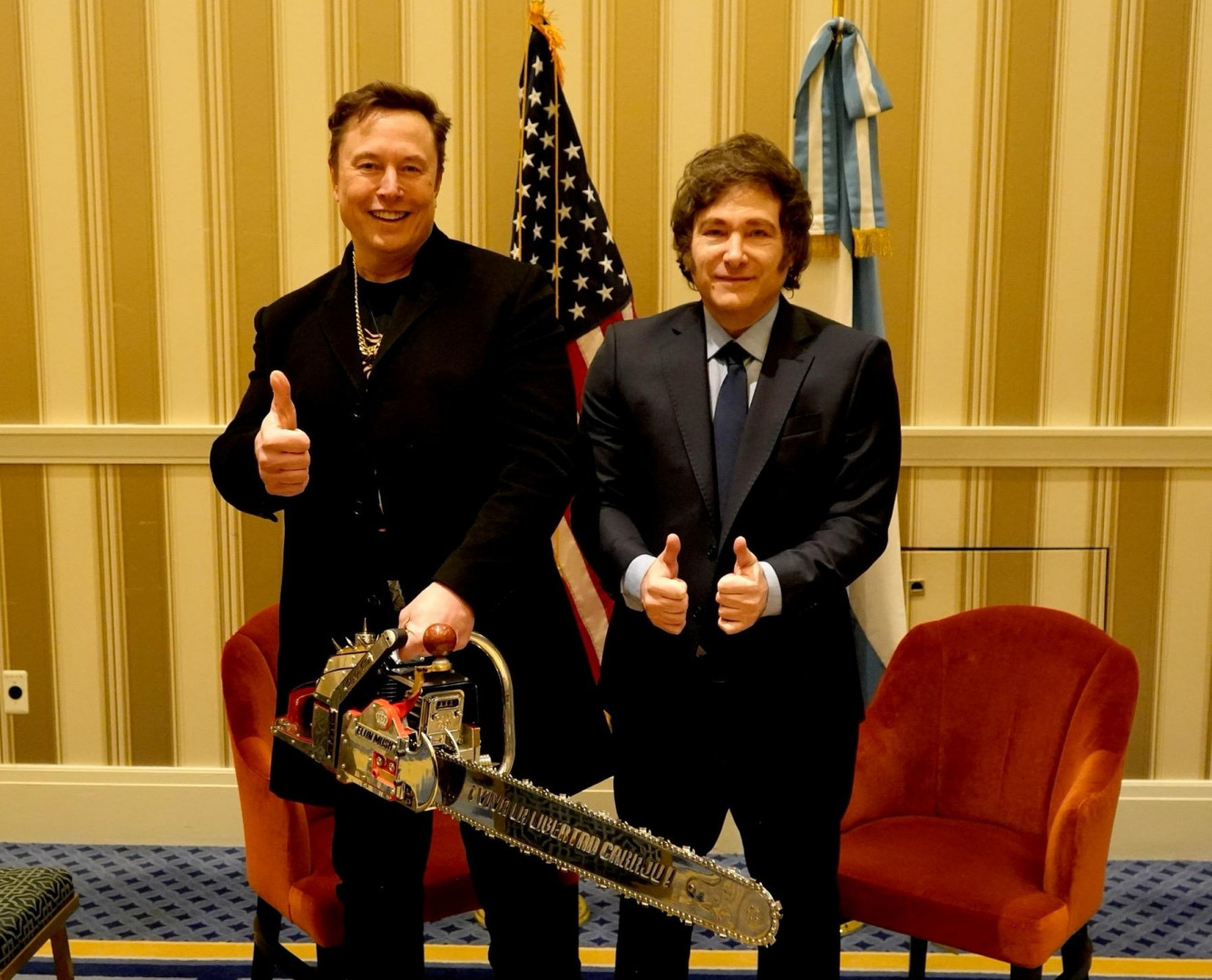
Milei mit Elon Musk, der eine Kettensäge als Symbol für Reformpolitik in der Hand hält, mit Aufschrift des von Milei geprägten Slogans ¡Viva la libertad, carajo! (2025)

In den ersten Tagen seiner Amtszeit kündigte Milei eine „Schocktherapie“ aufgrund leerer Staatskassen an. In den ersten drei Wochen seiner Regierungszeit legte die Regierung Milei drei Reformpakete vor: einen am Tag nach der Amtsübernahme verkündeten Zehnpunkteplan, eine Notverordnung (Decreto de Necesidad y Urgencia – DNU) mit 366 Artikeln, die am 28. Dezember 2023 in Kraft trat, zunächst für zwei Monate wirksam ist und in dieser Zeit von den Kammern des Parlaments diskutiert und abgewiesen werden kann und ein am 27. Dezember angekündigtes Gesetzespaket, das das Regieren im Notstand bis mindestens 31. Dezember 2025 (mit der Option es bis zum Ende der Wahlperiode 2027 zu verlängern) vorsieht und ihm teilweise Befugnisse gibt, über die bis dahin das Parlament verfügte. Ende Januar muss dieses vom Parlament bestätigt werden.
Im Feld der Haushalts-, Wirtschafts- und Sozialpolitik umfasste der Zehnpunkteplan insbesondere die Abwertung des Peso gegenüber dem Dollar vom Kurs 391:1 auf 800:1. Zudem verkündete er deutliche Kürzungen der staatlichen Ausgaben, etwa durch Entlassungen und Nicht-Verlängerung von auslaufenden Arbeitsverträgen, Kündigung aller öffentlichen Bauaufträge, die noch nicht begonnen wurden, Kürzung bzw. Streichung der Subventionen auf Energie und Transport, Kürzungen der Zuwendungen für die Provinzen. Mit der Absicht, absehbare Nachteile für Geringverdiener abzufedern, ließ er soziale Leistungen für bedürftige Familien mit Kindern erhöhen. Die Notverordnung beinhaltet zahlreiche wirtschaftspolitische Maßnahmen (Liberalisierung der Wirtschaft und Privatisierungen) und das Arbeitsrecht betreffende Maßnahmen (z. B. Kürzungen von Entschädigungen, Vereinfachungen für Kündigungen und Beschränkungen des Streikrechts). Mit der Ley Ómnibus plant die Regierung Milei u. a. eine Reform des Rentensystems (welche die automatischen Rentenerhöhungen stoppt und stattdessen die Erhöhung an regionale Exporte knüpft), weitere umfangreiche Privatisierungen (u. a. Aerolíneas Argentinas, die argentinische Post, mehrere staatliche oder staatlich beteiligte Energieversorger, die Hafenverwaltung, u. v. m.), eine Wahlrechtsreform, Beschränkungen der Versammlungsfreiheit, Einführung von Studiengebühren für Ausländer, Entlassungen im öffentlichen Dienst. Im Laufe des ersten Jahres seiner Amtszeit wurden etwa 30.000 Personen aus dem öffentlichen Dienst entlassen.
Im Feld der inneren Sicherheit ließ Milei durch Innenministerin Patricia Bullrich verkünden, dass das Militär auch im Bereich der inneren Sicherheit eingesetzt werde. Die Polizei solle mit großer Härte gegen Demonstranten (Piqueteros), die Straßen oder Zufahrten zu Unternehmen blockieren, vorgehen. Unter anderem sollen Ausländer mit einer vorübergehenden Aufenthaltsgenehmigung, die sich an solchen Blockaden beteiligen, abgeschoben werden, während Argentinier, die ihre Kinder mit auf Demos bringen, Sanktionen durch das Jugendamt erleiden sollen. Zudem soll eine Liste aller Organisationen erstellt werden, die zu Straßenblockaden bei Demonstrationen aufrufen. Milei selbst äußerte sich strikt gegen Straßenblockaden von Demonstranten, Proteste dürften nur auf den Bürgersteigen stattfinden. Er ließ durch Bullrich verkünden: „Wer die Straße blockiert, dem wird die Sozialhilfe entzogen!“ (El que corta, no cobra). Außerdem sollen Organisatoren von Straßenblockaden mit 2 bis 5 Jahren Gefängnis bestraft werden. Gemäß der Ley Ómnibus sollen Treffen von drei oder mehr Personen fortan als Zusammenkunft oder Demonstration gelten können und einer Genehmigung bedürfen.
Im Bereich der Einwanderungspolitik verschärfte die Regierung Milei den Diskurs gegenüber Migranten und kündigte Reformen an, die Argentinien stärker vor Einwanderung vor allem aus den nördlichen Nachbarländern abschotten sollen. So soll der Zugang zum Studium in Argentinien sowie die Nutzung des Gesundheitssystems für Ausländer stärker reduziert werden.
Außenpolitisch ließ Milei den von seinem Amtsvorgänger Fernández für das Jahr 2024 vorbereiteten Beitritt Argentiniens zu den BRICS absagen, da Milei insbesondere die USA und Israel als seine engsten strategischen Partner betrachtet. Im Februar 2025 kündigte Milei den Austritt Argentiniens aus der Weltgesundheitsorganisation (WHO) an und begründete dies mit „tiefgreifende Unterschiede in Bezug auf […] das Gesundheitsmanagement“ und dem wirtschaftlichen Schaden, den die Empfehlungen der WHO seiner Ansicht nach während der COVID-19-Pandemie ausgelöst hätten.
Aus Protest gegen die Pläne rief der peronistische Gewerkschaftsdachverband CGT zu einem halbtägigen Generalstreik am 24. Januar 2024 auf. Betroffen waren unter anderem das Transportwesen, der öffentliche Nahverkehr, die öffentliche Verwaltung, das Gesundheitswesen und der Flugbetrieb. Auch Banken schlossen. Nachdem sich abgezeichnet hatte, dass Milei mit seinen Reformvorhaben, insbesondere der Ley Ómnibus nicht die erforderliche Unterstützung der Mitte-Rechts-Abgeordneten erhalten würde, reduzierte er am 28. Januar 2024 die Ley Ómnibus. In seinem neuen Vorschlag verzichtete er u. a. auf eine weitreichende Renten- und Steuerreform und die Kopplung der Rentenerhöhung an regionale Exporte, sowie auf eine Wahlrechtsreform und die Option, per Dekret über das Jahr 2025 hinaus zu regieren, auf die Kontrolle von Versammlungen von drei oder mehr Personen und er sah von einigen der angekündigten Privatisierungen ab (z. B. bzgl. der staatlichen Ölgesellschaft YPF). Am 30. Januar machte ein Gericht die gesamte Arbeitsmarktreform Mileis rückgängig, da sie nicht ohne Beteiligung des Parlaments beschlossen werden könne. Auch inhaltlich sei sie verfassungswidrig, da sie elementare Bürgerrechte abzuschaffen versuche. Milei kann die Entscheidung noch vor dem Obersten Gericht anfechten. Mit den Stimmen der La Libertad Avanza, PRO, Hacemos por Nuestro País, Innovación Federal und Teilen der UCR nahm die Cámara de Diputados mit 144:107 die auf 224 Regelungen reduzierte Ley Ómnibus am 2. Februar 2024 im Allgemeinen an. Es sollten jedoch noch Abstimmungen über einzelne Gesetze der Ley Ómnibus erfolgen sowie die Abstimmung im Senado. Am 6. Februar 2024, kurz vor Beginn der erforderlichen Abstimmungen zu den einzelnen Gesetzen der Ley Ómnibus, zog die Regierung das Gesetzespaket mangels Erfolgsaussicht wieder zurück und delegierte die Verhandlungen an Parlamentskommissionen. Damit ist die generelle parlamentarische Zustimmung vom 2. Februar nicht mehr gültig.
Im März 2024 beschloss er per Dekret, sein Gehalt und das seiner Minister um 50 % zu erhöhen. Nach Veröffentlichung durch die linke Opposition widerrief Milei das Dekret und entließ Arbeitsminister Omar Yasín, den er für die Erhöhung verantwortlich machte.
Im April 2024 kam es zu landesweiten Protesten gegen seine Regierung mit mehreren Hunderttausend Teilnehmern. Anlass waren erneut beschlossene Sparmaßnahmen, diesmal in der öffentlichen Bildung. Die Regierung Milei hatte zuvor das Budget der öffentlichen Universitäten um 71 % gekürzt. Im Mai 2024 riefen die großen Gewerkschaften des Landes zum zweiten Mal innerhalb weniger Monate zu einem Generalstreik auf. Im ganzen Land kam der öffentliche Nahverkehr sowie der Flugverkehr zum Erliegen. Auch Banken, Supermärkte, Schulen, Universitäten, das Transportwesen, die Müllabfuhr und die Post wurden bestreikt. Laut einer repräsentativen Umfrage von Ende Mai bewerteten jedoch 55 Prozent der Bevölkerung Milei und seine Regierung immer noch positiv oder neutral.
Im Juni 2024 genehmigte der Senat Mileis Gesetzespaket. Dieses ist etwas reduziert gegenüber den zum Amtszeitbeginn eingebrachten Vorhaben. Es umfasst weitere Kürzungen des Sozialstaats, Privatisierungen von staatlichen Unternehmen (in geringerem Ausmaß als ursprünglich geplant) und steuerliche Erleichterungen für Großinvestoren. Bis dahin hatten die Sparmaßnahmen vor allem von Sozialleistungen sowohl zu einem Haushaltsüberschuss geführt als auch die Inflation erfolgreich verlangsamt (auf ca. 80 % im ersten Halbjahr 2024). Gleichzeitig waren die Renten um 29 % gesunken, die Mieten, die Arbeitslosigkeit und die Armutsrate gestiegen und der Konsum zurückgegangen. Im dritten Quartal begann die Wirtschafts sich zu erholen. Im Gesamtjahr 2024 sank das BIP um 1,8 Prozent, was allerdings ein kleinerer Rückgang war als zuerst prognostiziert.
Bis zur Jahresmitte 2025 führte die Reformpolitik zu einem ausgeglichenen Staatshaushalt, zu einer rückläufigen Inflation, zu einer Stabilisierung des Argentinischen Pesos und nun auch zu sinkenden Mieten in Buenos Aires, nachdem diese infolge der Abschaffung der Mietpreiskontrollen aber zunächst stark angestiegen waren. Die Armutsquote, die Milei bei einem Stand von 41,7 % (Dez. 2023) übernommen hatte, und die zwischenzeitlich auf 52,9 % (Mitte 2024) gewachsen war, fiel in den folgenden Monaten auf 38,1 % (März 2025). Eine vergleichbare Entwicklung nahm auch der Bevölkerungsanteil an Personen in äußerster Armut (indigencia), von 11,9 % (Dez. 2023) über 18,9 % (Mitte 2024) auf 8,2 % (März 2025). Im Sommer 2025 demonstrierten Rentner gegen ihre niedrigen Pensionen und die steigenden Preise. Dabei kam es zu Übergriffen durch die Polizei.

#### Auftritte im Ausland
Im Mai 2024 sorgte Milei für einen Eklat bei einer Veranstaltung der rechtspopulistischen spanischen Partei Vox. Dort nannte er die Frau des spanischen Ministerpräsidenten Pedro Sánchez „korrupt“. Daraufhin forderte Außenminister José Manuel Albares eine öffentliche Entschuldigung.

#### Kryptoskandal
Im Februar 2025 sprach Milei auf der Plattform X eine Empfehlung für eine Kryptowährung "Libra" aus, zog diese Empfehlung aber später wieder zurück. In der Zwischenzeit stieg der Kurs von Libra stark an, stürzte dann jedoch wieder ab, wodurch Anleger insgesamt rund 100 Millionen US-Dollar verloren. Anwälte reichten deshalb eine Klage wegen Betrugs gegen Milei ein. Dieser betonte keine Verbindung zu dem Projekt gehabt zu haben.

### Privates
Milei ist ein Hundeliebhaber. Er ließ seinen 2017 verstorbenen Hund Conan für 50.000 US-Dollar mindestens viermal klonen. Milei ist unverheiratet und kinderlos. Er war von Juli 2023 bis April 2024 mit der argentinischen Schauspielerin Fátima Flórez liiert, mit der er während seiner Wahlkampagne eine Beziehung aufgenommen hatte.
Am 13. Dezember 2024 verlieh ihm die italienische Ministerpräsidentin Giorgia Meloni während eines Besuchs in Rom zusammen mit seiner Schwester Karina die italienische Staatsbürgerschaft. Im italienischen Staatsangehörigkeitsrecht ist das Abstammungsprinzip stark ausgeprägt, was Nachkommen italienischer Auswanderer begünstigt. Für Javier Milei und seine Schwester, deren Großeltern aus Süditalien nach Argentinien eingewandert sind, war die Annahme der italienischen Staatsangehörigkeit rechtlich leicht möglich.

## Politische Ausrichtung

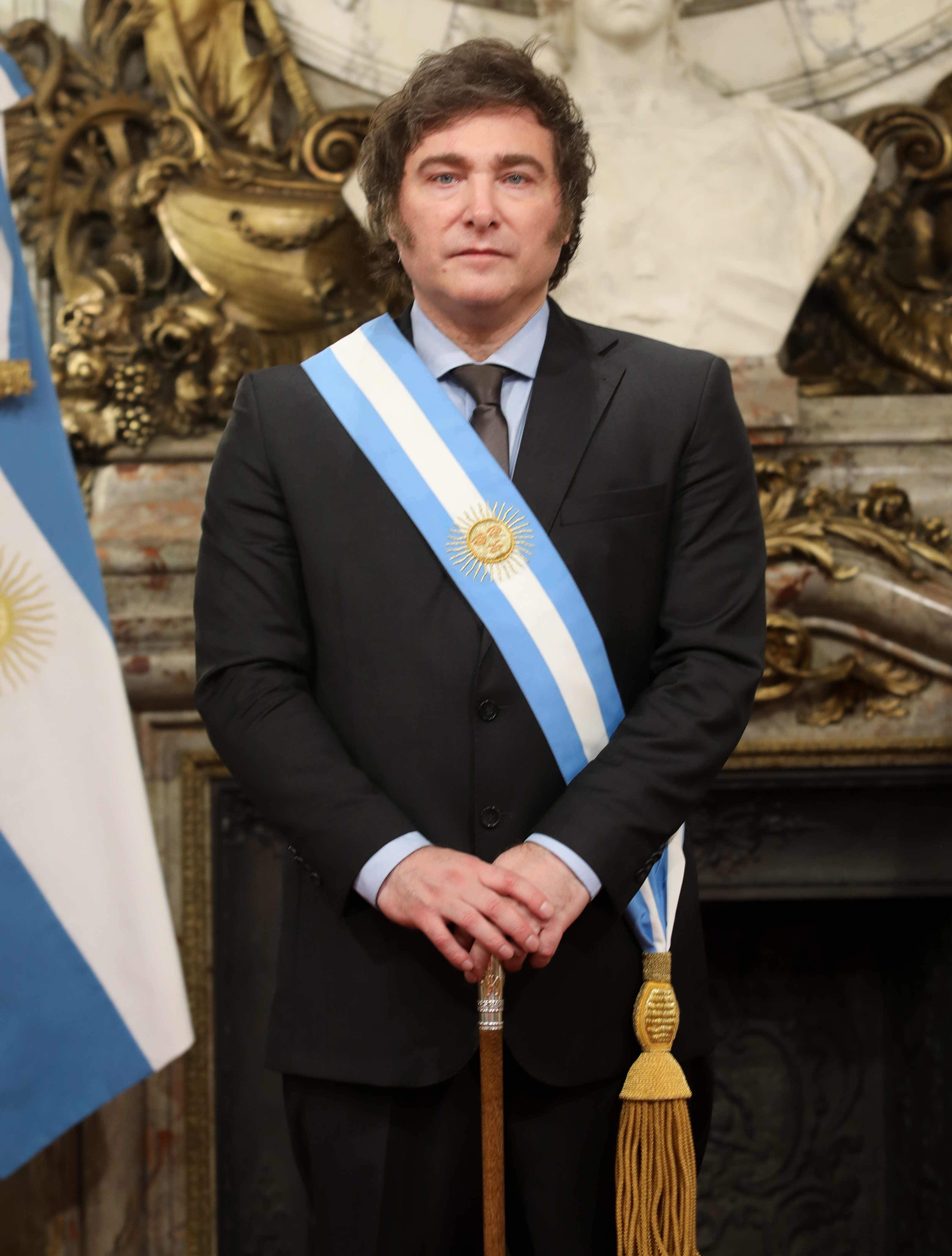
Javier Milei (2023)

### Positionen
Milei bezeichnet sich selbst als Anarchokapitalisten. Aus journalistischer Sicht verbindet er „ultraliberale“ mit „ultrarechten“ Positionen und wird als „ultrakonservativ“ eingeschätzt. Der Staat solle seiner Ansicht nach nur für die Felder Sicherheit und Justiz zuständig sein. In der Presse wird Milei öfter als „ultrarechts“ bzw. „far-right“ beschrieben.

Vereinzelt wird diese Bezeichnung bemängelt.
Zahlreiche seiner Ansichten, insbesondere wirtschaftspolitische, sind liberal bzw. libertär. Milei ist von der Österreichischen Schule beeinflusst und bewundert die Politik des ehemaligen Staatspräsidenten Carlos Menem. So lehnt er die Einführung neuer Steuern ab und setzt sich für die Abschaffung der Zentralbank, die Aufhebung der Kapitalverkehrskontrollen, die Legalisierung von Drogen, die Liberalisierung des Organhandels, die Liberalisierung des Waffenbesitzes, die Privatisierung von Staatsbetrieben und des Bildungssystems ein. Die Auflösung der Zentralbank Argentiniens würde den US-Dollar de facto zur Währung des Landes machen und das Land erneut dollarisieren. Milei kritisiert das regionale Handelsbündnis Mercosur, dessen Mitglied Argentinien ist, da die Außenzölle des Bündnisses seiner Ansicht nach die Wettbewerbsfähigkeit der argentinischen Wirtschaft schwächen und zudem der Mercosur die einzelnen Mitgliedsstaaten darin hindere, eigene Handelsabkommen mit externen Partnern wie der EU, den USA oder China abzuschließen.
Milei spricht sich für die gleichgeschlechtliche Ehe aus und ist selbst Anhänger der freien Liebe. Er befürwortet gleichzeitig ein striktes Abtreibungsverbot, selbst in Fällen von Vergewaltigungen Minderjähriger. Zudem positioniert er sich gegen Sexualerziehung an Schulen und schaffte im Zuge seiner Präsidentschaft das Frauenministerium und das Nationale Institut gegen Diskriminierung, Fremdenfeindlichkeit und Rassismus (INADI) ab.
Weitere libertäre Positionen Mileis beinhalten die Befürwortung der Legalität von Prostitution, die Erleichterung des Erwerbs von Schusswaffen sowie die Entkriminalisierung von Drogen und des Organhandels (welche er mit dem Nichtaggressionsprinzip begründet). Seine Einstellung gegenüber der Legalisierung von Kinderhandel (einer besonders umstrittenen Position des Anarchokapitalismus) sorgte 2022 für Kontroversen. Damals hatte er auf die Frage, ob er hiermit übereinstimmt, geantwortet, dass er persönlich keine Kinder verkaufen würde und Argentinien weit davon entfernt sei, eine derartige Diskussion zu führen, ohne aber besagten Standpunkt vollständig abzulehnen.
Milei vertritt eine Nulltoleranz-Politik gegenüber Kriminalität. Er schlägt auch vor, das Mindestalter für Inhaftierung herabzusetzen. Gefängnisse möchte er in einer öffentlich-privaten Partnerschaft bauen lassen.
Milei erklärte, dass er Migranten mit Vorstrafen die Einreise nach Argentinien verbieten werde und er diejenigen Migranten ausweisen wolle, die Straftaten begangen haben. Er warb außerdem dafür, die kostenlose Bildung und die allgemeine Gesundheitsversorgung für Ausländer einzuschränken.
Er bestreitet die Existenz des menschengemachten Klimawandels, den er eine „Lüge des Sozialismus“ nennt. Zudem prangert er die „politische Kaste“ an, die aus „nutzlosen, parasitären Politikern“ bestehe, „die nie gearbeitet haben“. Dabei delegitimiert er die unabhängige Presse und hält sie für einen Teil ebenjener „Kaste“. Er unterstützt die Verschwörungstheorie des Kulturmarxismus. In dieser Ablehnung des politischen Establishments und der Verachtung gegen alles, was als links empfunden wird, liegt vor allem der Grund, dass Milei – trotz seiner liberalen Wirtschaftspolitik – weltweit von rechtspopulistischen Parteien als eines ihrer Zugpferde kommuniziert wird und sich auch selbst mit rechtspopulistischen und rechtskonservativen Politikern und Organisationen vernetzt und entsprechende Veranstaltungen besucht. So unterzeichnete er die Charta von Madrid, ein von einer Denkfabrik der rechtsgerichteten spanischen Partei Vox verfasstes Dokument, in dem linke Gruppen als Feinde Iberoamerikas bezeichnet werden, die an einem „kriminellen Projekt“ beteiligt sind und „unter dem Schirm des kubanischen Regimes“ stehen würden.
Außenpolitisch ist Milei prowestlich orientiert und sieht Argentinien fest an der Seite der Vereinigten Staaten und Israels. So setzte er sich dafür ein, die Hamas in Argentinien als Terrororganisation einzustufen. Auch spricht er sich für eine Verlegung der argentinischen Botschaft in Israel von Tel Aviv nach Jerusalem aus. Er ist außerdem ein Unterstützer der Ukraine in ihrem Freiheitskampf gegen Russland. Des Weiteren will er keine außenpolitischen Beziehungen zu „Kommunisten“ fördern, wobei er die Staaten Kuba, Nicaragua, Venezuela, die Volksrepublik China und Nordkorea als Beispiele nennt. Mileis Verhältnis zu Brasiliens linkem Staatschef Luiz Inácio Lula da Silva ist angespannt, Milei bezeichnete den Brasilianer als „korrupt“ und „kommunistisch“.
Milei vertritt den negacionismo in Argentinien, der die Verbrechen der argentinischen Militärdiktatur (1976–1983) relativiert. Über die offiziellen Kanäle der Regierung, lässt er wiederholt mitteilen, dass er die Zahl der Desaparecidos mit 8.753 für deutlich niedriger hält als allgemein angenommen (30.000) und er relativiert die Verbrechen der Militärs mit der Erklärung, dass diese sich in einem Krieg gegen Terroristen befunden hätten.
Milei bezeichnet sich als Katholik, lehnt allerdings die Autorität der römisch-katholischen Kirche ab. Auch sieht er sich selbst als Philosemit und lässt sich laut eigenen Angaben gegenwärtig von einem Rabbiner in der Tora unterrichten. Gegenüber der spanischen Tageszeitung El País gab er an, einen Übertritt zum Judentum in Erwägung zu ziehen, wobei er sich bislang allerdings zögerlich zeigt, da ihn die Einhaltung des Sabbat möglicherweise in seiner Amtsführung einschränken könne. Mitte Juli 2023 hatte Milei auch das Grab des bedeutenden chassidischen Rabbiners Menachem Schneerson in New York besucht.

### Haltung zum Sozialismus (Kollektivismus) und Kapitalismus
Milei hielt, kurz nach seinem Amtsantritt als Präsident, am 17. Januar 2024 auf dem Weltwirtschaftsforum (WEF) in Davos eine Rede über den Sozialismus (Kollektivismus) und Kapitalismus. Er führte unter anderem aus, dass die Behauptung, sozialistische Gesellschaftssysteme seien sozial gerechter und deswegen moralisch überlegen, nicht zutreffe, denn mehr als 100 Millionen Menschen seien Opfer sozialistischer Systeme geworden und vom Sozialismus betroffene Länder hätten immer einen wirtschaftlichen, kulturellen und sozialen Niedergang erfahren. Die gegenwärtige Armut in Argentinien sei ein Beispiel für diesen durch den Sozialismus verursachten Niedergang. Der Kapitalismus hingegen habe 90 Prozent der Weltbevölkerung aus der extremen Armut befreit und weltweit zu einem bisher nie gekannten Wohlstand geführt, von dem alle Menschen profitierten. Der Kapitalismus, der als Voraussetzung die Freiheit des Individuums benötige, sei das einzige System, das die Armut auf der Welt beenden könne. Er sei moralisch überlegen und das einzig erstrebenswerte System. Milei sagte, dass sich die Führungsschichten im Westen zunehmend dem Sozialismus zuwendeten und versuchten, das Leben der Bürger zu lenken und ihnen ihre Freiheit zu nehmen. Er warnte sie, dass dies unweigerlich zum Niedergang des Westens – zu Armut, Elend und Stagnation in ihren Ländern – führen werde: „Der Staat ist nicht die Lösung. Der Staat ist das Problem.“
Mileis auf Spanisch gehaltene Rede wurde vom WEF in mehreren Sprachen simultan übersetzt übertragen. Später tauchte auf X (vormals Twitter) ein mit Hilfe von künstlicher Intelligenz generiertes Video auf, in dem Milei die Rede auf Englisch hält. Dieses generierte Video wurde mehr als 25 Millionen Mal angesehen.
Im Mai 2024 bezeichnete Milei in Madrid den Sozialismus als „Krebsgeschwür der Menschheit“ und rief die Rechte zur Einheit gegen den Sozialismus auf.
Die seit einigen Jahren umstrittene Hayek-Gesellschaft verlieh Milei 2024 die Hayek-Medaille. Die Verleihung rief Proteste verschiedener Gruppen und der Partei Die Linke hervor.

### Sozialwissenschaftliche Einordnung
Milei wird oft dem „radikalen Rechtspopulismus“ (Cas Mudde) zugeordnet. Dabei wird er mit Bolsonaro (Brasilien), José Antonio Kast (Chile), Guido Manini Ríos (Uruguay) verglichen, wobei er am schwierigsten in diesem Cluster einzuordnen ist. Laut dem Politologen Thomas Kestler und Presseberichten trifft auf alle vier Populismus zu, aber Nativismus, Autoritarismus und Radikalismus treffen laut Kestler bei Manini Ríos nur teilweise und bei Milei nicht zu. Mileis Ablehnung von Abtreibungen und seine Befürwortung von Waffenbesitz für alle Bürger würden im Rechtsextremismus zwar auch geteilt, speisten sich bei Milei aber aus seinem Libertarismus. In der Öffentlichkeit werden Milei öfters auch Ähnlichkeiten zum Bolsonarismus und Trumpismus nachgesagt.
Nach Patricio Navia, Professor an der New York University, stellt sich Milei als außerhalb des politischen Systems dar, was er mit Trump und Bolsonaro gemeinsam habe. Carlos Gustavo Poggio, Professor für Internationale Beziehungen am Berea College in Kentucky, sieht bei Milei, Trump und Bolsonaro eine „Anti-System-Komponente“, die sie sich zunutze machen. Das sei aber eine Frage des Stils und weniger der Inhalte. Man versuche damit Wähler zu binden, die sich außerhalb traditioneller Politik verorten. Milei und Bolsonaro hätten aber nicht die Parteistruktur wie Trump. Daher müssten sie sich viel stärker auf ihre Person ausgerichtet präsentieren und könnten nicht auf Parteidiskurse zurückgreifen. Die Art der Wahlkampfführung über soziale Medien ähnele sich aber bei allen dreien. Vor allem in der Wirtschaftspolitik unterscheidet sich Milei von Bolsonaro und Trump: Anders als Bolsonaro und Trump steht Milei für die Marktfreiheit und für eine Abwesenheit des Staates (Minimalstaat). Nach Patricio Navia steht Trump, anders als Milei, für Protektionismus und Bolsonaro, anders als Milei, für einen starken Staat und sei in manchen Fragen neoliberal, in anderen aber konservativ und protektionistisch. Dennoch sei Milei laut dem argentinischen Experten Rosendo Fraga nicht der Kandidat der argentinischen Geschäftswelt gewesen.
Cristóbal Rovira Kaltwasser (WZB Berlin & PUC Santiago de Chile) erkennt in Mileis Diskursen eine starke Orientierung an ultrarechten Narrativen: Diese sind zum einen eine stärkere Radikalität bei der Formulierung von Ideen, die jenseits der Formulierungen von konventionellen rechten Parteien (in Argentinien der Propuesta Republicana) liegt, zum anderen ein ambivalentes Verhältnis zum demokratischen System, mit einer Orientierung am Autoritarismus. Auch der sich gegen das politische Establishment richtende Diskurs ist typisch für ultrarechte Politik, umso mehr, da sich dieser Diskurs bei Milei vor allem gegen den (linken) Peronismus, aber nicht den (konservativen) Macrismus wendet. Dabei identifiziert Rovira gleichzeitig ultrarechte Positionen (z. B. Ablehnung von Schwangerschaftsabbrüchen, Law-and-Order), die sich bei Milei mit einer ausgesprochen neoliberalen Wirtschaftspolitik (z. B. Privatisierungen, Ablehnung von staatlichen Interventionen) und libertären Positionen (Stärkung individueller Freiheiten) vereinen. Dadurch unterscheidet er sich von anderen europäischen und lateinamerikanischen ultrarechten Politikern, denen diese libertären Elemente fehlen. Rovira erkennt dabei eine Entwicklung, der zufolge Milei zunehmend auch konservative Positionen vertritt, die er früher, als libertärer Ökonom, noch nicht vertreten hat. Je nach Diskurs bzw. Zielgruppe hebt Milei entweder die libertäre oder die konservative Seite hervor. Im Gegensatz zur europäischen Ultrarechten spielen laut Rovira einwanderungsfeindliche Diskurse bei Milei keine Rolle.
Claudia Zilla (Stiftung Wissenschaft und Politik) klassifiziert Mileis Ideologie ein Jahr nach Beginn seiner Amtszeit als „libertären Autoritarismus“, der die persönliche Autonomie und die Effizienz des Staates fördere, aber sich auch dem Sozialdarwinismus annähere und den „Zwischenbereich des Öffentlich-Gesellschaftlichen“ zerstöre. Sein Diskurs sei zu Beginn seines öffentlichen Wirkens primär wirtschaftspolitisch ausgerichtet, sei dann aber zunehmend ideologisch angereichert und knüpfe „an der Agenda der globalen radikalen Rechten“ an. Dies geschehe etwa durch die Umsetzung eines starken Sicherheitsapparats oder die Ablehnung von Genderpolitiken. Während sich makroökonomische Daten in Argentinien verbesserten, verschlechterten sich die Lebensbedingungen vieler Menschen.

## Anerkennungen
- 2024: Botschafter des Lichts der Synagoge The Shul der Chabad in den Vereinigten Staaten. Für die Unterstützung die Javier Milei Israel während des Kriegs gegen die Hamas zukommen ließ.[129]
- 2024: Premio Instituto Juan de Mariana in Anerkennung seiner libertären Politik.
- 2025: Genesis-Preis in Anerkennung seiner Unterstützung Israels während der stärker werdenden internationalen Isolation Israels.[130]
- 2025: Röpke-Preis für Zivilgesellschaft des Liberalen Instituts[131]

## Schriften (Auswahl)
- Lecturas de Economía en tiempos de Kirchnerismo, 2014.
- Política Económica Contrarreloj, 2014.
- El retorno al sendero de la Decadencia Argentina, 2015.
- mit Diego Giacomini: Maquinita, Infleta y Devaluta, 2016.
- mit Diego Giacomini: Otra vez sopa: maquinita, infleta y devaluta: ensayos de economía monetaria para el caso argentino, 2017.
- Desenmascarando la mentira keynesiana. Keynes, Friedman y el triunfo de la Escuela Austriaca, 2018.
- mit Diego Giacomini: Libertad, libertad, libertad, 2019.
- Pandenomics: La economía que viene en tiempos de megarrecesión, inflación y crisis global., 2020.